# Хокеј на леду на Зимским олимпијским играма 2002.
Такмичења у хокеју на леду на Зимским олимпијским играма 2002. у Солт Лејк Ситију одржана су од 9. до 24. фебруара, у дворанама Маверик центар у Вест Валију и Пикс ајс арени у Прову.

## Систем такмичења
Учествовало је 14 екипа, у прелиминарној рунди су 8 екипа биле подељене у две групе са по четири екипа. У групи је играо свако са сваким по једну утакмицу. Четвртопласиране екипе из обе групе играле су утакмицу за 13. место. Трећепласиране екипе играле су утакмицу за 11. место. Другопласиране екипе играле су утакмицу за 9. место. Победници група наставили су такмичење у Првој рунди. У Првој рунди 8 екипа је било подељено у две групе по четири екипа. Четири првопласиране екипе из обе групе играле су у четвртфиналу унакрсно (А1-Б4, А4-Б1, А2-Б3, А3-Б2). Победници четвртфинала играли су у полуфиналу, а победници у полуфиналу пласирали су се у финале. Поражени у полуфиналу су се борили за треће место.
Учествовало је 8 екипа, подељених у две групе. У групи је играо свако са сваким по једну утакмицу. Две првопласиране екипе из обе групе играле у полуфиналу унакрсно (А1-Б2, А2-Б1). Победнице су играле у финалу, а поражене су играле меч за треће место. Треће и четврте из група су по истом систему играле за пласман од 5 до 8 места.

## Освајачи медаља и коначни пласман
| Дисциплина      | Злато | Сребро | Бронза | 4   | 5   | 6   | 7   | 8   | 9   | 10  | 11  | 12  | 13  | 14  |
| --------------- | ----- | ------ | ------ | --- | --- | --- | --- | --- | --- | --- | --- | --- | --- | --- |
| Мушкарци детаљи | КАН   | РУС    | РУС    | БЛР | ШВЕ | ФИН | ЧЕШ | НЕМ | ЛЕТ | УКР | ШВА | АУС | СЛК | ФРА |
| Жене детаљи     | КАН   | САД    | ШВЕ    | ФИН | РУС | НЕМ | КИН | КАЗ |     |     |     |     |     |     |

## Биланс медаља
| Пласман | Екипа                     | Злато | Сребро | Бронза | Укупно |
| 1       | Канада                    | 2     | 0      | 0      | 2      |
| 2       | Сједињене Америчке Државе | 2     | 0      | 0      | 2      |
| 3       | Русија                    | 0     | 0      | 1      | 1      |
| 3       | Шведска                   | 0     | 0      | 1      | 1      |
|         | Укупно (4)                | 2     | 2      | 2      | 6      |